# Hrubá Skála
Hrubá Skála (en allemand : Groß Skal ou Großskal) est une commune du district de Semily, dans la région de Liberec, en Tchéquie. Sa population s'élevait à 611 habitants en 2021.

## Géographie
Hrubá Skála se trouve dans le paysage montagneux du « paradis de Bohême » (Český ráj), à 6 km au sud-est de Turnov, à 12 km au sud-ouest de Semily, à 27 km au sud-est de Liberec et à 76 km au nord-est de Prague. La route européenne 442 passe au-dessous du village.

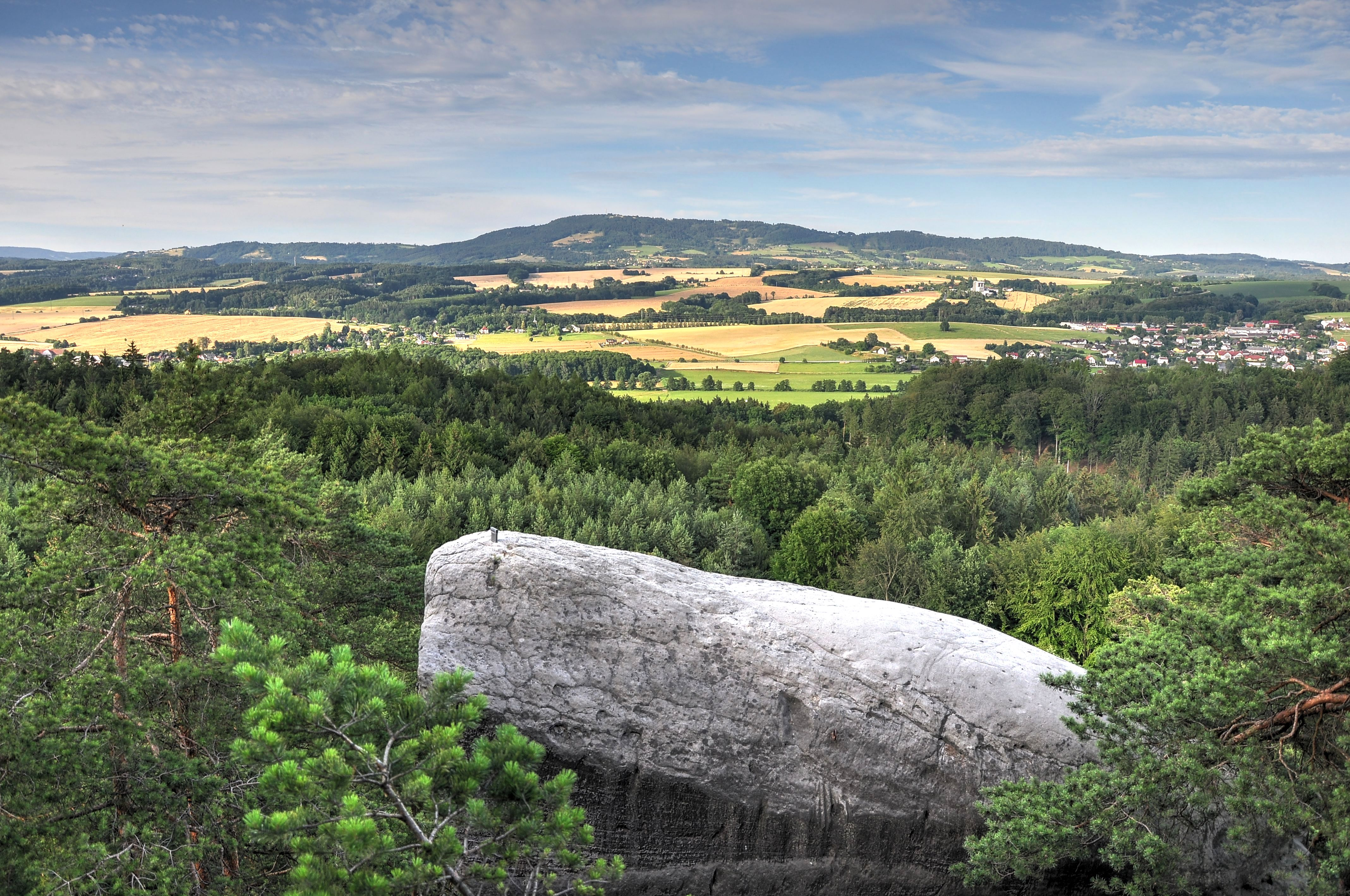
Vue depuis le château de Hrubá Skála.

La commune est limitée par Karlovice au nord, par Rovensko pod Troskami et Ktová à l'est, par Troskovice au sud, et par Vyskeř et Kacanovy à l'ouest.

## Histoire
La première mention écrite du château de Skála date de 1353. À cette époque, la forteresse était la propriété de la noble famille des Valdštejn (Waldstein), le siège administratif de leur seigneurie dans le nord du royaume de Bohême. Après plusieurs changements de main, le bâtiment a été reconstruit en style Renaissance vers la fin du XVIe siècle.
Les Valdštejn ont récupéré les domaines à la suite de la bataille de la Montagne-Blanche en 1620 ; néanmoins, la seigneurie fut dévastée par des troupes suédoises pendant la guerre de Trente Ans. En 1821, le comte Franz de Paula Adam von Waldstein vendait le château et les domaines à Johann Anton Lexa von Aehrenthal, grand-père du futur diplomate autrichien Alois Lexa von Aehrenthal qui y naquit en 1854. Des parties sont reprises dans le style néogothique en 1859.
Après la Seconde Guerre mondiale, les Lexa von Aerenthal furent dépossédés et leur château a été utilisée comme une maison de repos. Il a servi de coulisses pour les scènes du film fantastique Le Prince Bajaja sorti en 1971. Le bâtiment abrite aujourd'hui un hôtel.

## Administration
La commune se compose de huit sections :
- Bohuslav ;
- Borek ;
- Doubravice ;
- Hnanice ;
- Hrubá Skála ;
- Krčkovice ;
- Rokytnice ;
- Želejov.

## Galerie

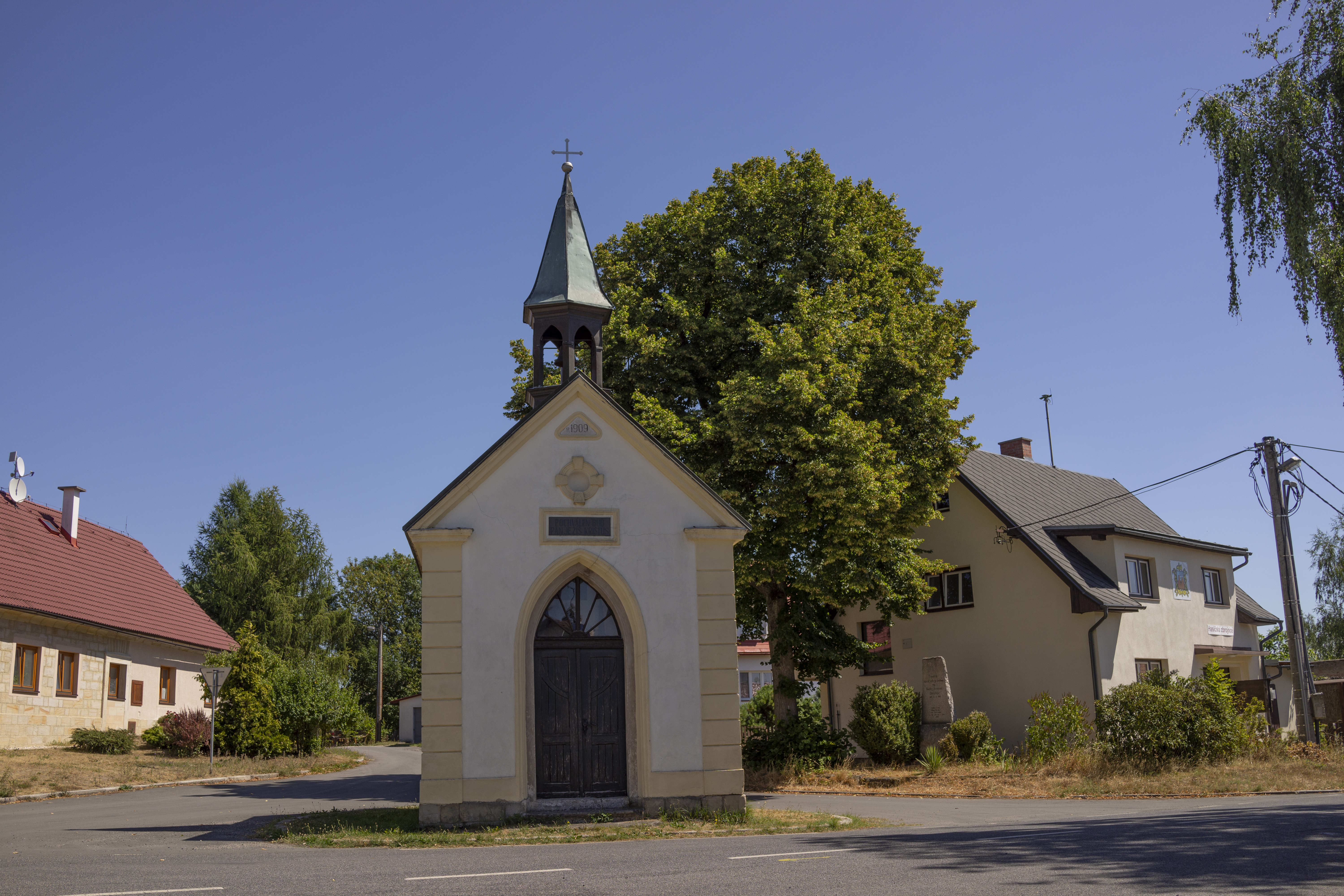
Chapelle à Krckovice.
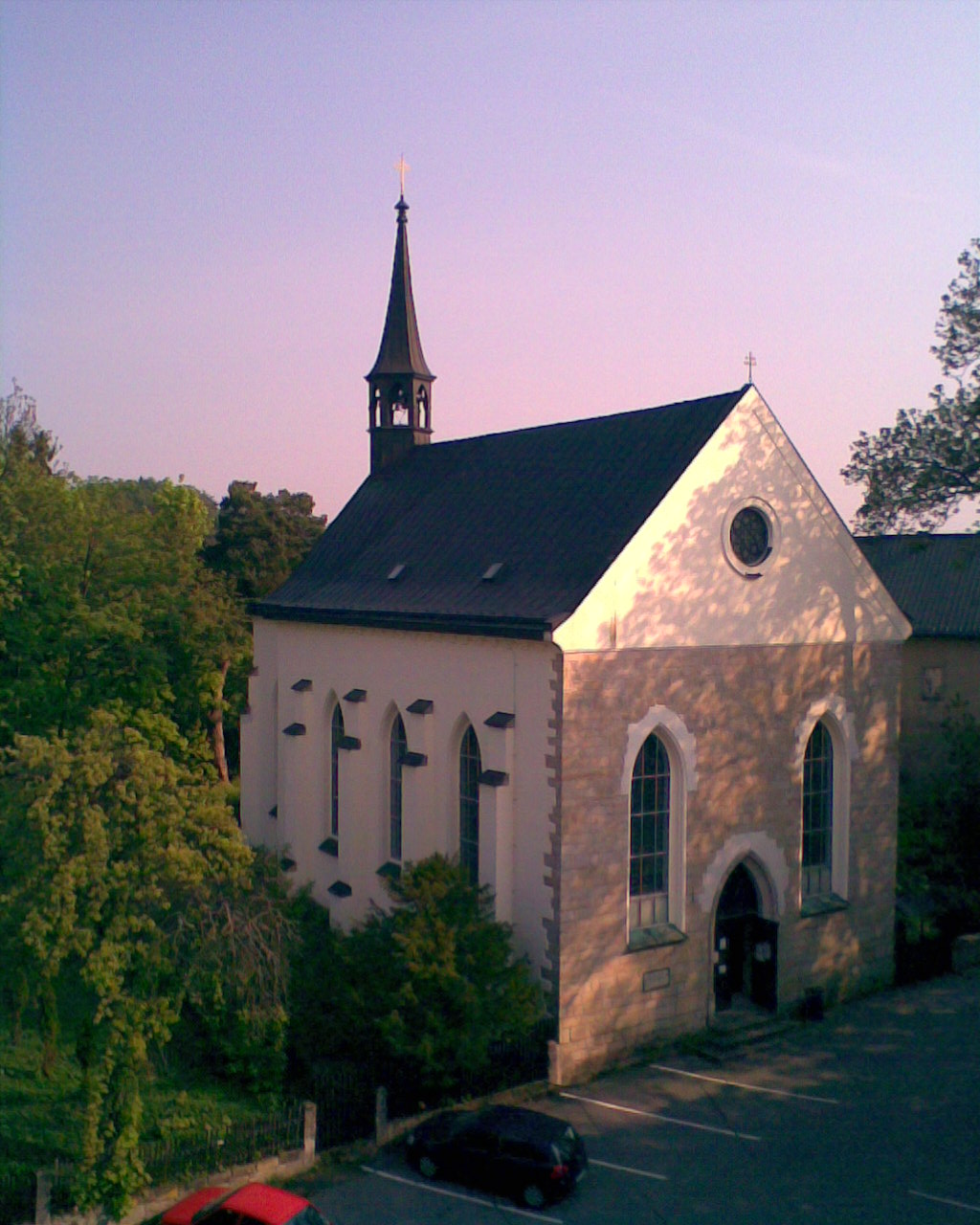
Église Saint-Joseph.
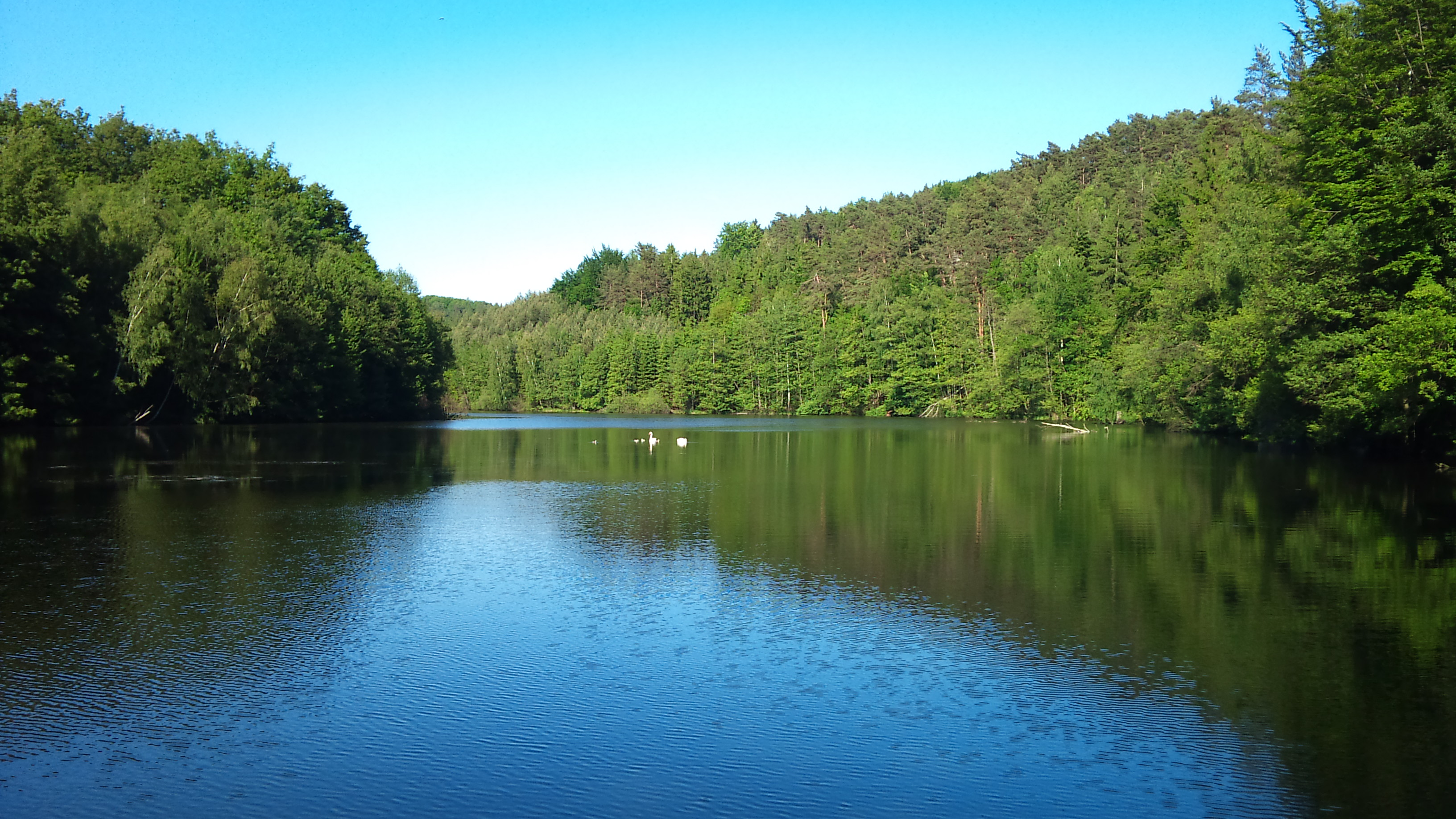
Étang de Vidlak.

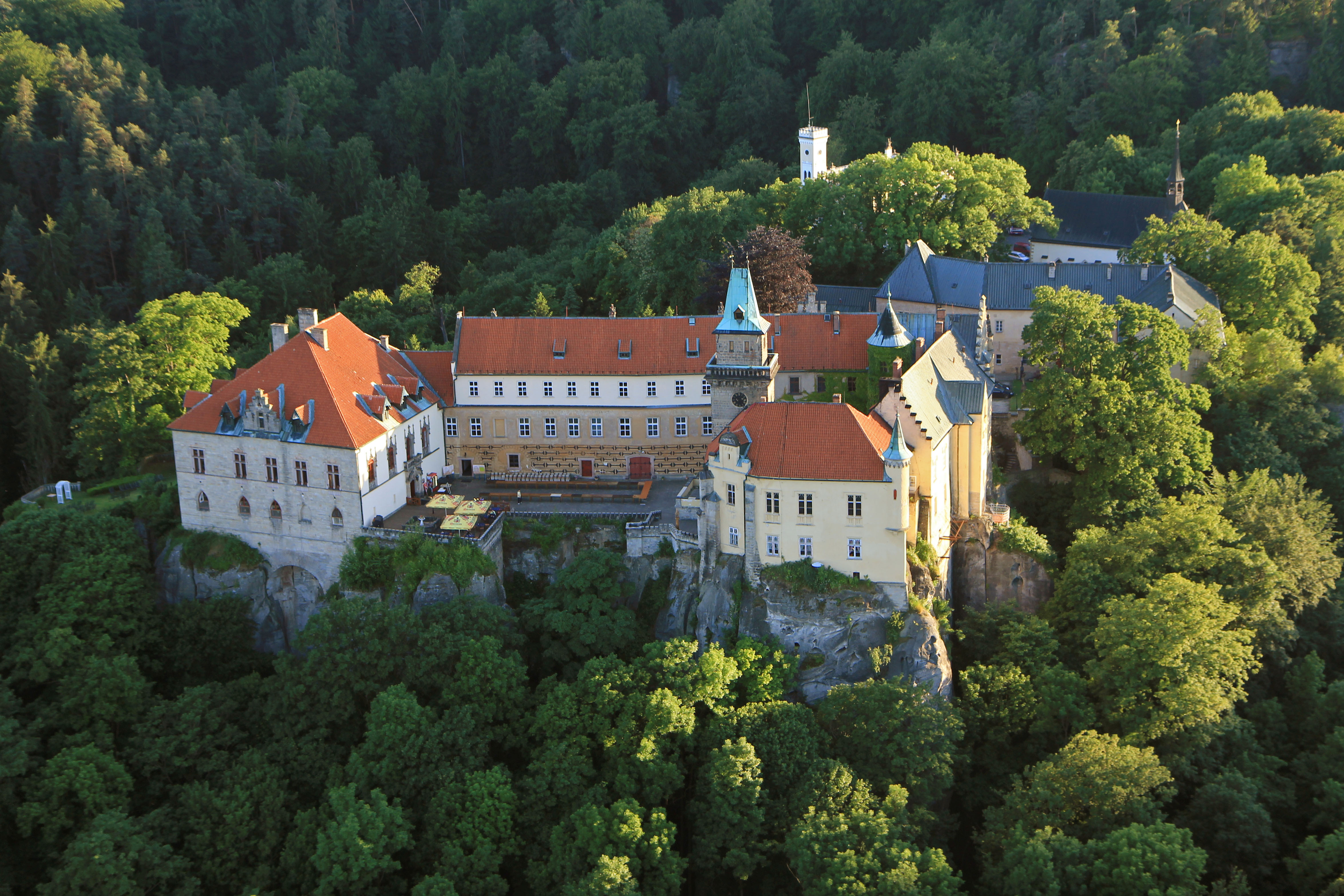
Château de Hrubá Skála.
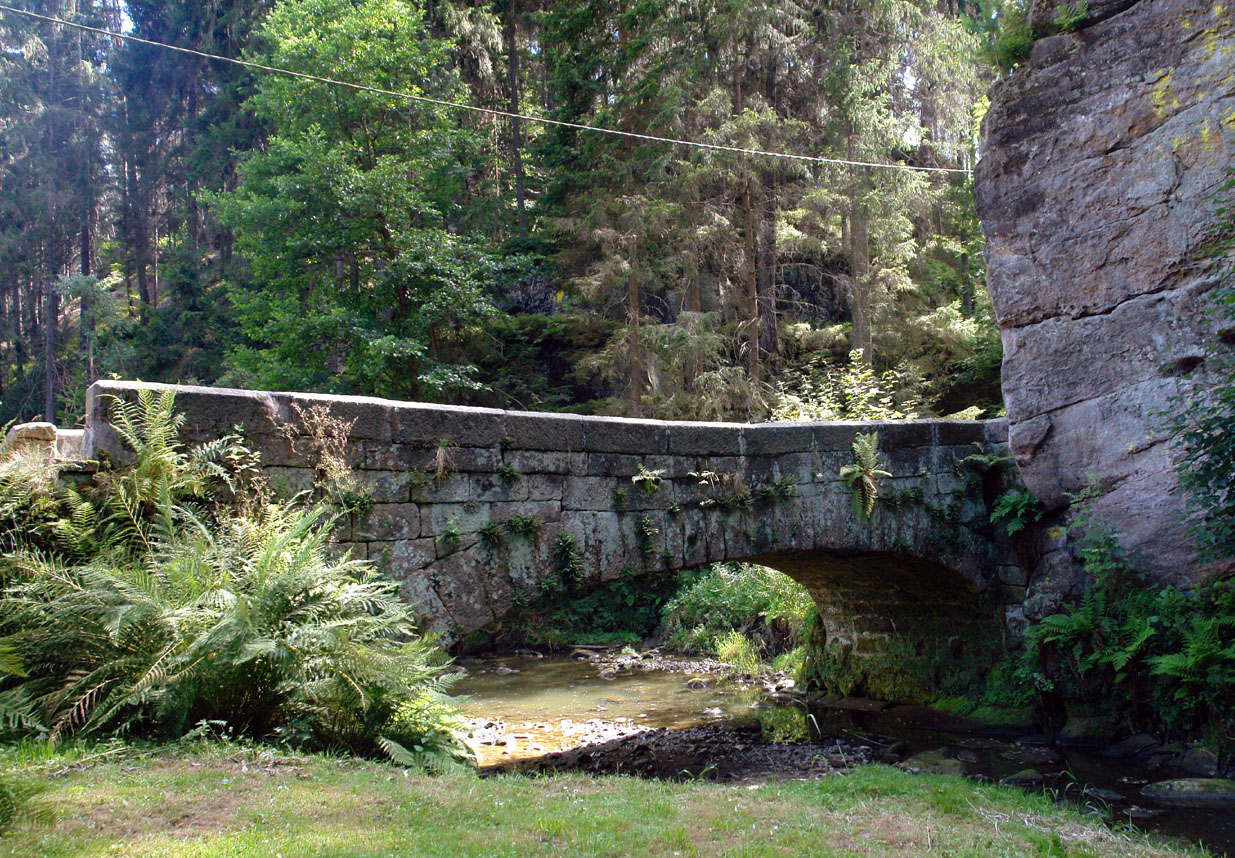
Pont de Podsemín.
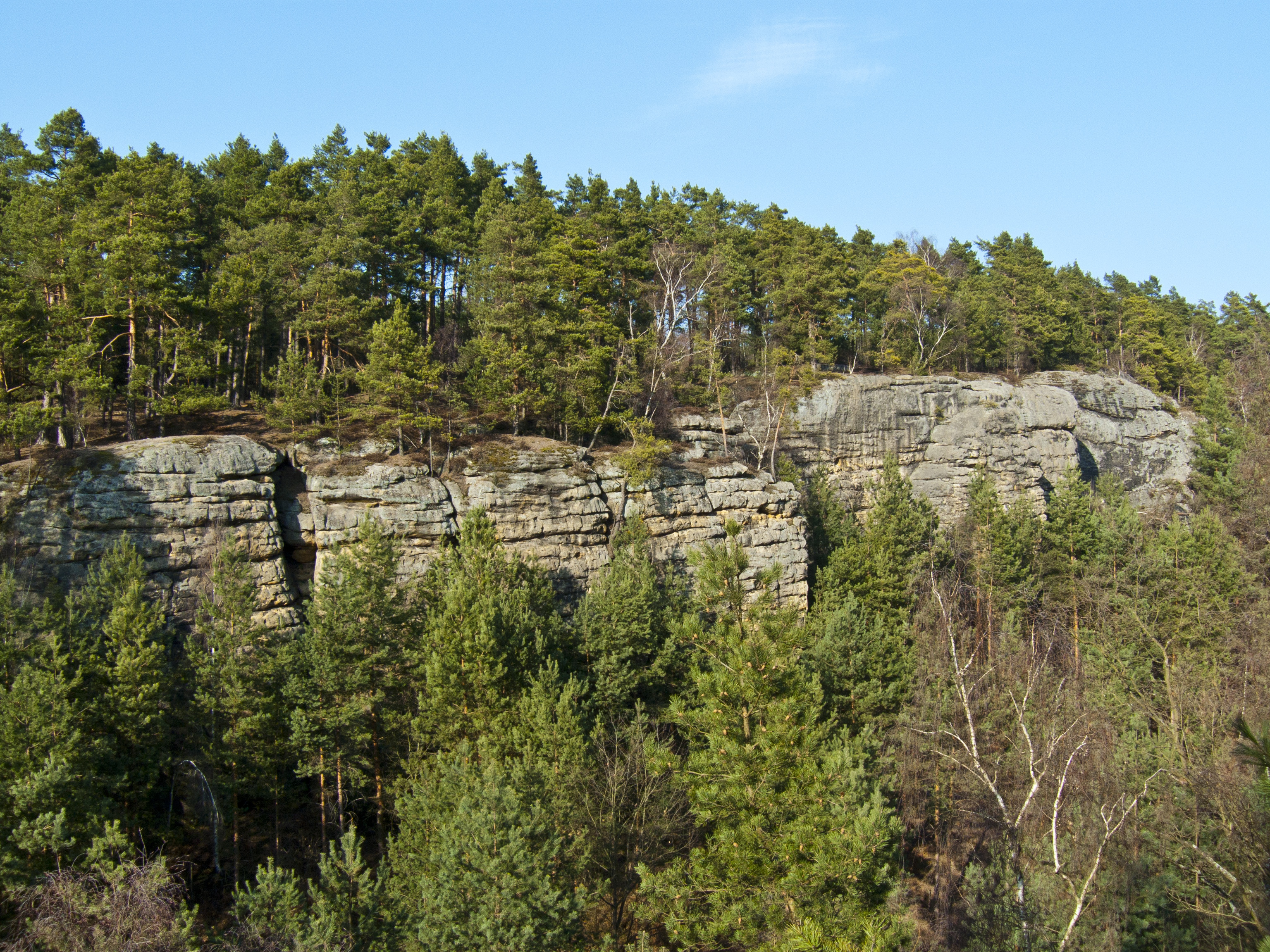
Rochers de Borecké.

## Transports
Par la route, Hrubá Skála se trouve à 8 km de Turnov, à 18 km de Semily, à 33 km de Liberec et à 98 km de Prague.